# Aire urbaine de Limoux
L'aire urbaine de Limoux est une aire urbaine française centrée sur la ville de Limoux.

## La notion d'aire urbaine
D'après l'INSEE, une aire urbaine est un ensemble de communes, composé de communes urbaines (faisant partie de l'agglomération) et de communes rurales (faisant partie de la couronne périurbaine). Pour qu'une commune soit membre d'une aire urbaine, il faut qu'au moins 40 % de ses habitants travaille dans le pôle urbain (l'agglomération) ou la ville-centre (ici, Limoux).

## Caractéristiques
D'après la définition qu'en donne l'INSEE, l'aire urbaine de Limoux est composée de 20 communes, situées dans l'Aude. Ses 15 560 habitants font d'elle la 308e aire urbaine de France.
Quatre communes font partie de l'unité urbaine de Limoux.
En 2020, l'Insee définit un nouveau zonage d'étude : les aires d'attraction des villes. L'aire d'attraction de Limoux remplace désormais son aire urbaine, avec un périmètre différent.

### Communes
Liste des communes appartenant à l'aire urbaine de Limoux selon la nouvelle délimitation de 2010 et sa population municipale en 2017 (liste établie par ordre alphabétique) :
| Nom                         | Code Insee | Statut | Superficie (km2) | Population (dernière pop. légale) | Densité (hab./km2) |
| --------------------------- | ---------- | ------ | ---------------- | --------------------------------- | ------------------ |
| Ajac                        | 11003      |        | 5,29             | 198 (2022)                        | 37                 |
| Belcastel-et-Buc            | 11029      |        | 14,15            | 60 (2022)                         | 4,2                |
| Castelreng                  | 11078      |        | 11,02            | 207 (2022)                        | 19                 |
| Cépie                       | 11090      |        | 6,61             | 603 (2022)                        | 91                 |
| Cournanel                   | 11105      |        | 6,34             | 664 (2022)                        | 105                |
| La Digne-d'Amont            | 11119      |        | 3,61             | 290 (2022)                        | 80                 |
| La Digne-d'Aval             | 11120      |        | 3,14             | 526 (2022)                        | 168                |
| Donazac                     | 11121      |        | 5,06             | 111 (2022)                        | 22                 |
| Gaja-et-Villedieu           | 11158      |        | 7,75             | 309 (2022)                        | 40                 |
| Lauraguel                   | 11197      |        | 7,01             | 621 (2022)                        | 89                 |
| Limoux                      | 11206      |        | 32,41            | 10 339 (2022)                     | 319                |
| Loupia                      | 11207      |        | 4,46             | 253 (2022)                        | 57                 |
| Magrie                      | 11211      |        | 9,95             | 543 (2022)                        | 55                 |
| Malras                      | 11214      |        | 4,22             | 437 (2022)                        | 104                |
| Pauligne                    | 11274      |        | 6,06             | 363 (2022)                        | 60                 |
| Pieusse                     | 11289      |        | 12,92            | 967 (2022)                        | 75                 |
| Saint-Martin-de-Villereglan | 11355      |        | 9,38             | 386 (2022)                        | 41                 |
| Saint-Polycarpe             | 11364      |        | 13,81            | 160 (2022)                        | 12                 |
| Tourreilles                 | 11394      |        | 6,29             | 132 (2022)                        | 21                 |
| Véraza                      | 11406      |        | 14,66            | 32 (2022)                         | 2,2                |

## Évolution démographique
L'évolution démographique ci-dessous concerne l'unité urbaine selon le périmètre défini en 2010.
| 1968   | 1975   | 1982   | 1990   | 1999   | 2009   | 2011   | 2014   | 2015   | 2016   |
| ------ | ------ | ------ | ------ | ------ | ------ | ------ | ------ | ------ | ------ |
| 14 062 | 14 354 | 13 986 | 14 164 | 14 166 | 15 458 | 15 553 | 15 695 | 15 687 | 16 933 |

| 2017   | - | - | - | - | - | - | - | - | - |
| ------ | - | - | - | - | - | - | - | - | - |
| 16 888 | - | - | - | - | - | - | - | - | - |